# Камешина
Камешина (Камишна, Камишина) је река која извире на северозападним обронцима Златибора, испод Великог брда (1087 м.н.в) и тече ка западу. Лева је притока реке Бели Рзав, дужине 17.89km и површине слива 68,50km².
Њена долина чини границу између Златибора и Мокре Горе и спада у бујичне токове. У средњем делу долине тече кроз клисуру са бројним каскадама, где је највећи водопад од 15 метара на излазу из клисуре. Десна страна средњег и доњег слива припада ПП Шарган—Мокра Гора, делимично је у I и II зони заштите. У селу Котроман се улива у Бели Рзав.
Значајније притоке су Шарганчица (3,74km) и Крсмански поток (5,94km). Након бујице из 1994. године однет је нанос којим је био затрпан извор Беле воде. После бујица из 2005. и 2007. године урађени су регулациони радови у кориту. Уз доњу половину долине пружа се асфалтни пут Мокра Гора — Вишеград. Бициклистичким стазама се од Мокре Горе уз Камешину може стићи до Митовца и Кремана.